# 曇花堂
曇花堂（曇花佛堂），是位在彰化縣彰化市的齋教龍華派壹是堂派下之齋堂。主祀觀世音菩薩。曾為台灣佛教龍華會彰化支部。

## 歷史
清領時期嘉慶24年（1820年），由黃普長創建，供奉觀世音菩薩，起初設在台中大里，後因交通不便，移轉至彰化東門城內現址。日治時代明治38年（1905年），堂主林普堅募金購地，重新改築。大正9年（1920年），增建山門和遮雨棚，完成現有的規模，日後雖多次重修，但皆無大的變動。